# Cololejeunea cornutissima
Cololejeunea cornutissima là một loài Rêu trong họ Lejeuneaceae. Loài này được (R.M. Schust.) Pócs mô tả khoa học đầu tiên.